# Семаківці (Городенківська міська громада)
Семакі́вці — село в Україні, у Городенківській міській громаді Коломийського району Івано-Франківської області.
Відповідно до Розпорядження Кабінету Міністрів України від 12 червня 2020 року № 714-р «Про визначення адміністративних центрів та затвердження територій територіальних громад Івано-Франківської області» увійшло до складу Городенківської міської громади.

## Загальні відомості
Село розташоване неподалік від річки Дністер та є найвищим місцем у районі. За декілька кілометрів розташований Регіональний ландшафтний парк «Дністровський».
Розташовані на автомагістралі Р24 за 11 км від  центру громади. Населення — 1207 чоловік.
У селі є середня школа, клуб, бібліотека. Закладено парк і 2 сквери.

## З історії села
Згадується 6 січня 1448 року в книгах галицького суду .
Перша писемна згадка про Семаківці є в документі 1449 року. Мешканці села зазнавали знущань від шляхтича Золотницького. За це в 1739 році генеральний військовий суд притягав його до відповідальності.
У ХІХ ст. громада Семаківці мала власну символіку — печатку з емблемою: у полі печатки — селянка з косою в руках, за спиною якої — граблі, а біля ніг — серп (Центральний державний історичний архів України у м. Львові. — Фонд 178. — Опис 2. —Спр. 1288. — Арк. 21).
У 1922 році мешканці Семаківців виступили проти місцевого поміщика та польських урядовців.
На території сільради знайдено поселення трипільської культури, могильник перших століть нашої ери та окремі предмети давньоруських часів.
1 квітня 1932 р. значна частина території села передана селу Михальче.
У 1939 році в селі проживало 1440 мешканців (1000 українців, 50 поляків, 350 латинників, 40 євреїв).

## Населення

### Мова
Розподіл населення за рідною мовою за даними перепису 2001 року:
| Мова       | Кількість | Відсоток |
| ---------- | --------- | -------- |
| українська | 1203      | 99.67%   |
| російська  | 2         | 0.17%    |
| румунська  | 2         | 0.16%    |
| Усього     | 1207      | 100%     |

## Релігія
У селі є дві церкви: УПЦ КП Вознесіння Господнього настоятель о. Андрій Дмитрук.
УГКЦ Блаженного Миколая Чернецького вихідця з села, настоятель о. Василь Скрипка.
У 2014 році відбулося осячення церковці Миколая Чарнецького і було перенесено частинку мощей святого на постійне перебування у церкві

## Відомі люди
Миколай Чарнецький (*14 грудня 1884, Семаківці — †2 квітня 1959, Львів), церковний діяч Української греко-католицької церкви, редемпторист, єпископ, професор Духовної семінарії у Станиславові, настоятель монастирів у Костополі й Ковелі на Волині, Апостольський візитатором для слов'ян візантійського обряду поза руськими єпархіями, в Польщі, хіротонізований (на єпископа) з осідком у Варшаві, згодом у Ковелі. Проголошений мучеником і блаженним УГКЦ.